# بیل جولیان (مدیر فوتبال)
بیل جولیان (انگلیسی: Bill Julian; ۱۸ آوریل ۱۸۸۹ – ۱۰ نوامبر ۱۹۵۷) بازیکن فوتبال اهل پادشاهی متحد بریتانیای کبیر و ایرلند بود.
از باشگاه‌هایی که در آن بازی کرده‌است می‌توان به باشگاه فوتبال تاتنهام هاتسپر اشاره کرد.